# Prionorhinus
 Prionorhínus — рід жуків родини Довгоносики (Curculionidae).

## Зовнішній вигляд
Основні ознаки:
- Головотрубка із трикутним підвищенням на верхньому боці;
- рукоятка вусиків вкорочена.

## Спосіб життя
Невідомий, ймовірно, він типовий для Cleonini. Вид Prionorhinus canus вказувався як садовий шкідник на яблуні у Південно-Африканській Республіці.

## Географічне поширення
Рід є ендеміком Південної Африки (Ботсвана, Північно-Африканська Республіка (див. нижче).

## Класифікація
У цьому роді описано щонайменше 4 види :
- Prionorhinus canus (Wiedemann, 1823)
- Prionorhinus compressithorax (Boheman, 1842)
- Prionorhinus granulates (Olivier)
- Prionorhinus stillatus  (Gyllenhal, 1834)